# STFU!
STFU!  (abbreviazione di Shut the Fuck Up!) è un singolo della cantante giapponese Rina Sawayama, pubblicato il 22 novembre 2019 come primo estratto dal primo album in studio Sawayama.

## Descrizione
Musicalmente è un brano pop metal, con forti influenze nu metal e riferimenti melodici R&B.

## Video musicale
Il videoclip ufficiale della canzone, diretto dalla stessa interprete con Alessandra Kurr, è stato pubblicato in concomitanza con l'uscita del singolo.

## Tracce
Testi e musiche di Adam Crisp e Rina Sawayama.
1. STFU! – 3:23